# Våt perimeter

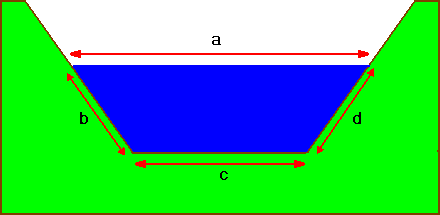
Den våta perimetern i en parallelltrapetsformad dikesprofil

Våt perimeter är inom hydrotekniken ett mått på kontaktytan mellan vatten och ledningsvägg (den våta delen av omkretsen) i ett rör, öppet dike, kanal eller vattendrag. Eventuell kontaktyta mellan vatten och luft (sträckan a i figuren till höger) ingår ej. Den våta perimetern ingår i begreppet hydraulisk radie.
Den våta perimetern i figuren till höger beräknas enligt följande: 
{\displaystyle P=b+c+d}
där 
P = Våt perimeter (m)
b = Dikesprofilväggens längd (m)
d = Dikesprofilväggens längd (m)
c = Dikets bottenbredd (m)

## Betydelse
Då strömningsförlusterna i huvudsak uppkommer i gränsskiktet mellan fluid och ledningsvägg, är det önskvärt att minimera den våta perimetern så mycket som möjligt. Se vidare under Fördelaktigaste tvärsnittet.